# Ботовицы (Вологодская область)
Ботовицы — упразднённый хутор в Верховажском районе Вологодской области России.

## География
Урочище находится в северной части области, в подзоне средней тайги, в пределах южной части Важско-Кулойской низины, на левом берегу реки Ваги, на расстоянии примерно 23 километров (по прямой) к юго-западу от села Верховажье, административного центра района.

### Климат
Климат характеризуется как умеренно континентальный. Среднегодовая температура воздуха — +1,8 °C. Абсолютный минимум температуры воздуха составляет −46 °C; абсолютный максимум — +37 °C. Безморозный период длится 110—115 дней. Среднегодовое количество атмосферных осадков составляет 637 мм. В течение года преобладают ветра юго-западного направления.

## История
По данным 1909 года, имелось 2 хозяйства и проживало 13 человек (8 мужчин и 5 женщин). В административном отношении хутор входил в состав Верховского 1-го общества Верховской волости Вельского уезда Вологодской губернии. По состоянию на 1926 год числилось 1 хозяйство и 8 жителей.
В 1940 году входил в состав Верховского 1-го сельсовета Верховажского района. Упразднена не позднее 1973 года.